# Caritat
|  | Per a altres significats, vegeu «Caritat (desambiguació)». |

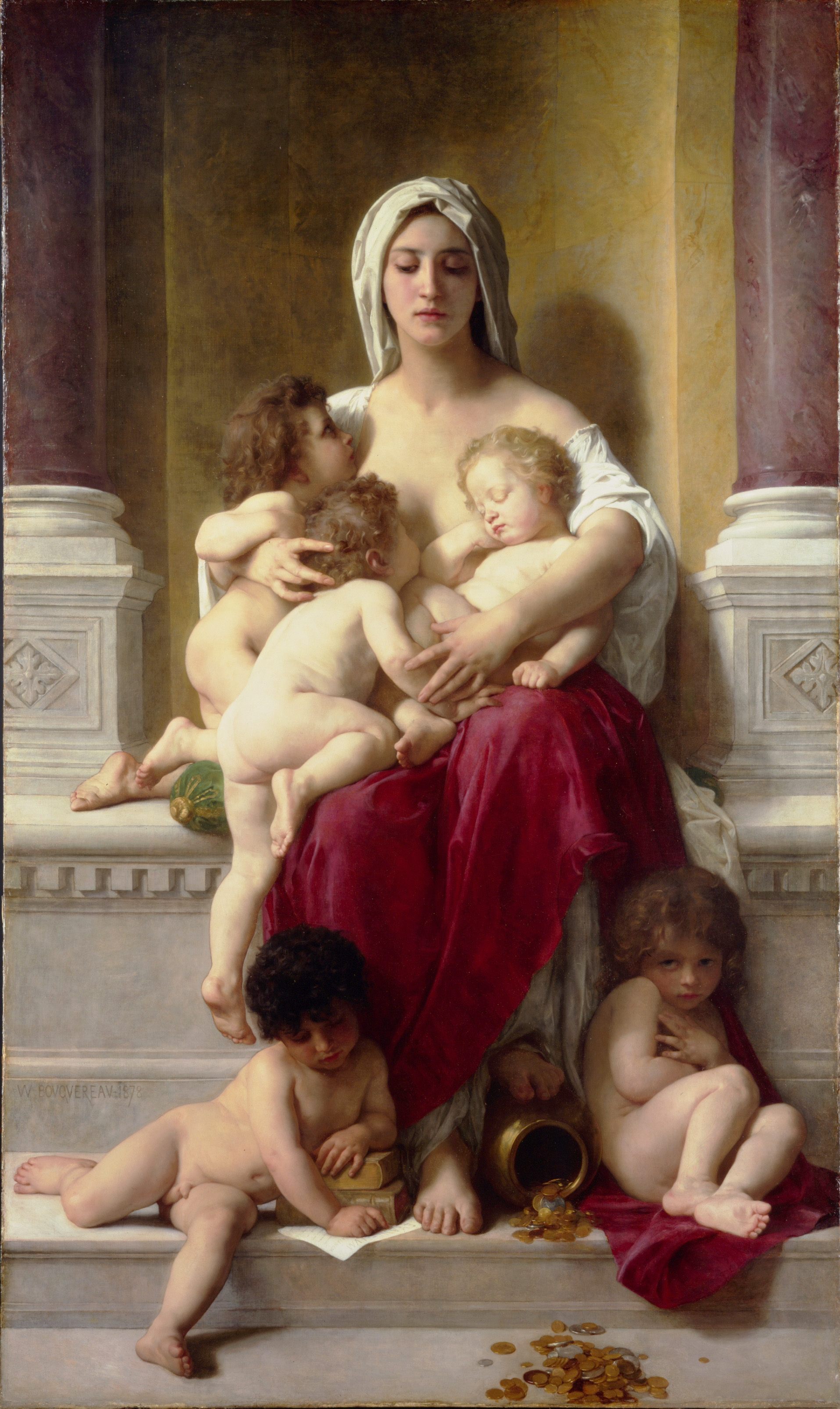
La Caritat, representada per Adolphe Bouguereau el 1878

Caritat del llatí caritas i en grec clàssic o antic: "agapé" és un dels tipus d'amor místic. Dins dels 4 graus de perfecció n'és el primer.

## Caritat en el cristianisme
En el cristianisme, és una de les tres virtuts teologals. En el llenguatge ordinari, la caritat és una virtut que porta a desitjar i a fer el bé al proïsme. Segons Tomàs d'Aquino la caritat és la forma de totes les virtuts teologals. La primera encíclica del papa Benet XVI es titula Deus Caritas Est, és a dir «Déu és amor», citació de la Primera epístola de Joan. La posada en pràctica de la virtut de la caritat cap al proïsme és una obra de beneficència, un do, una almoina. Es tracta aleshores d'una iniciativa privada desinteressada, dictada per la fe (cristiana o una altra). Es tracta de decidir oferir temps, un servei, amor, diners, etc. a una persona necessitada. El terme designa de manera general la virtut que porta a fer el bé en sentit filosòfic d'un altre.

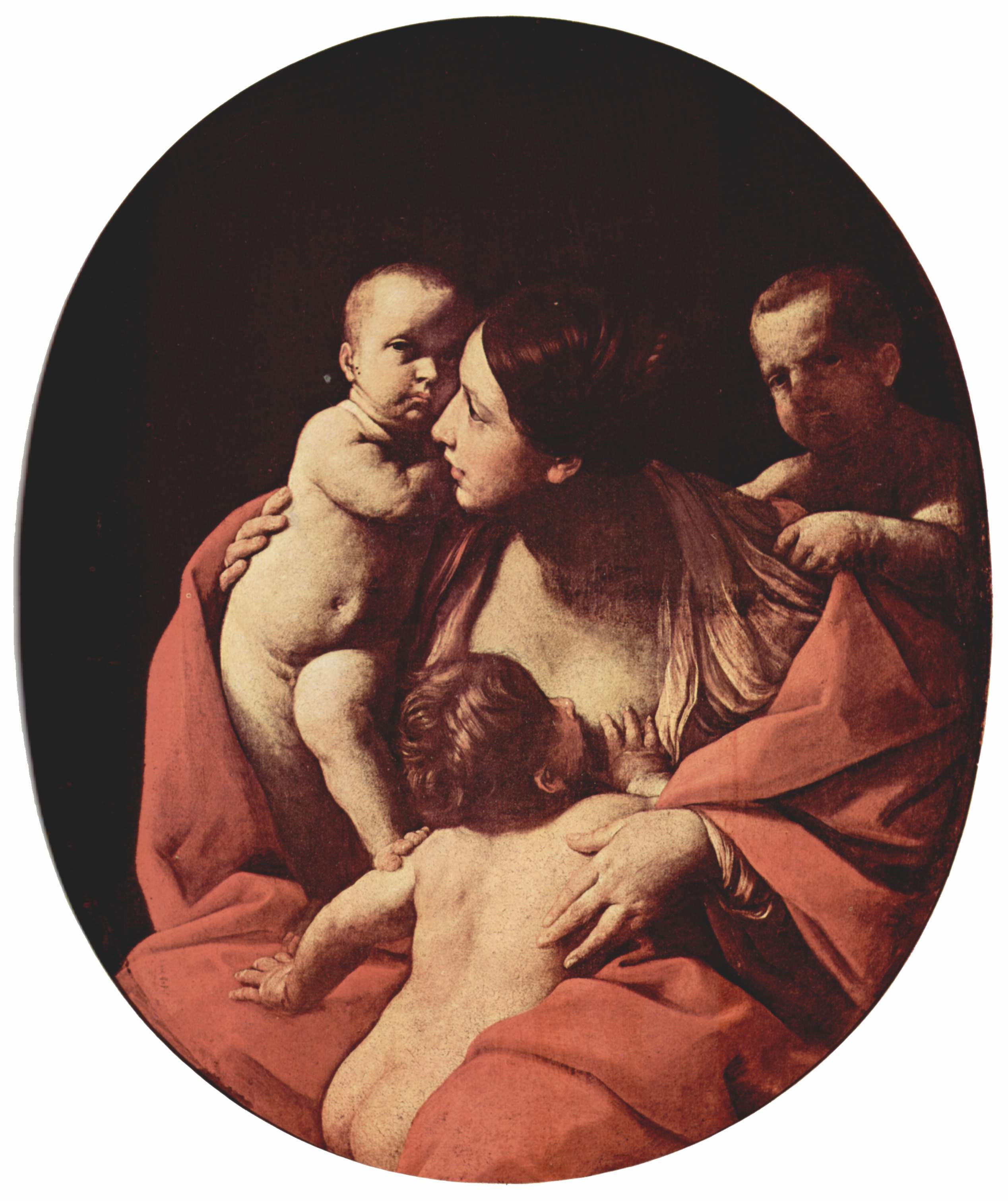
Guido Reni, La Charité, palais Pitti

## Etimologia
La paraula «caritat» és la catalanització del llatí caritas, -atis, significant en principi carestia, a més d'amor. Ciceró, per exemple, preconitzava la «caritas generis humani», que es pot traduir per «amor al gènere humà És per «caritas» que Sant Jeroni,en la seva traducció llatina de la Bíblia (anomenada Vulgata) reflecteix el mot grec agape del Nou Testament. El terme hebreu corresponent és hesed (חסד), que el diccionari Brown-Driver-Briggs tradueix per «amor». El concepte d'hesed (caritat, bondat, amor de Déu i del proïsme) apareix a nombrosos llocs de l'Antic Testament.

## Virtut teologal

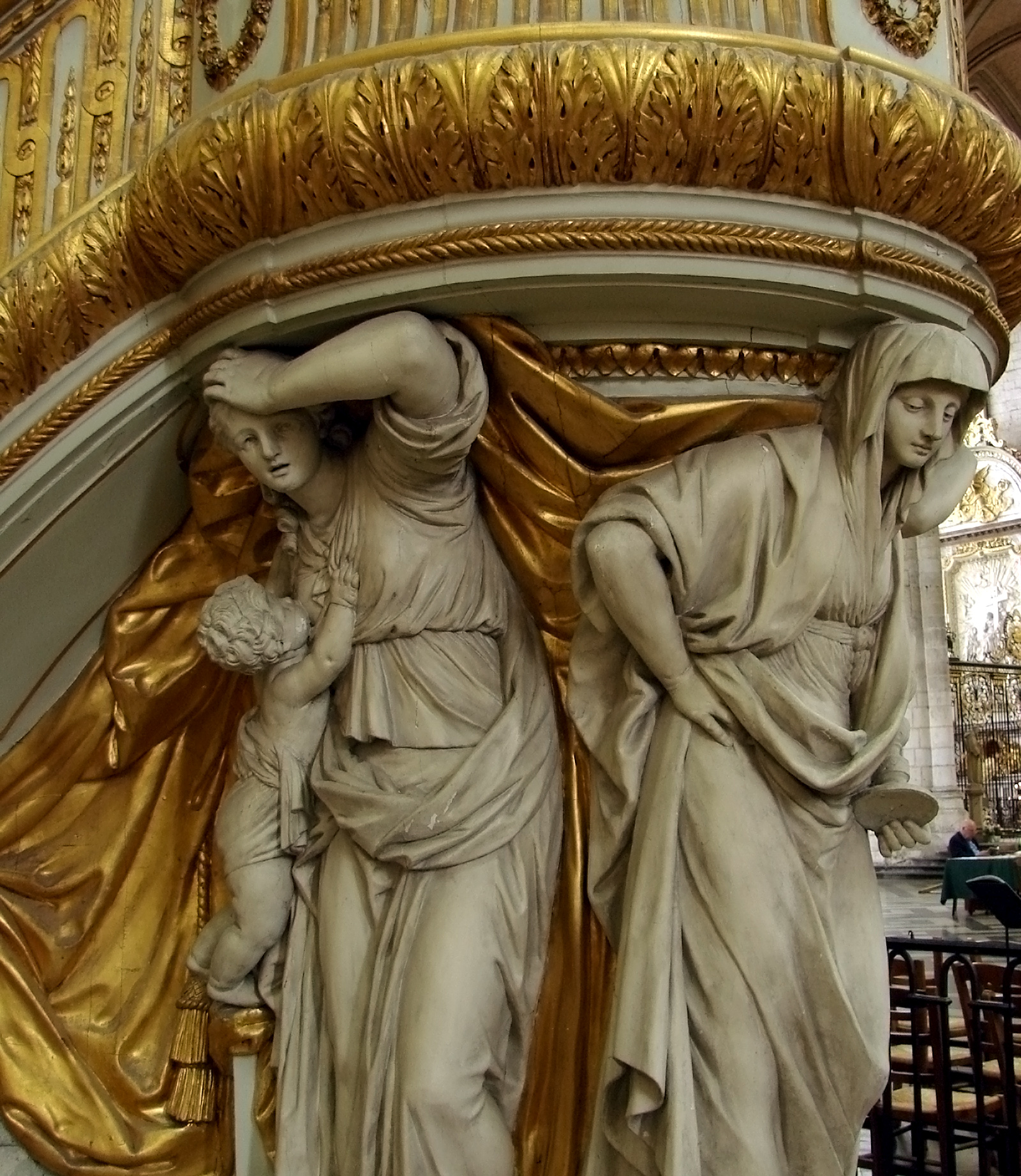
Dues de les tres virtuts teologals representades a la catedral d'Amiens. La caritat es troba a l'esquerra.

Dins d'una perspectiva cristiana, la caritat és la virtut teologal per la qual s'estima Déu per sobre de tota cosa per ell mateix i al proïsme per l'amor de Déu. La caritat assegura i purifica la potència humana d'estimar i l'eleva la perfecció sobrenatural de l'amor diví. Sant Pau Apòstol dona una definició: «Sense la caritat, jo no sóc res…». Un exemple en els evangelis per il·lustrar la caritat és la paràbola del Bon Samarità.

## Interpretacions negatives
En el llenguatge popular el mot «caritat» també es fa servir en un sentit reductor pejoratiu que designa sobretot una forma d'assistència sense amor que constata i consagra una situació d'inferioritat o d'exclusió en què es troba la persona assistida. En aquesta concepció negativa la caritat sembla contradir els postulats del darwinisme social a més pel fet que la caritat ha estat tradicionalment encoratjada per determinades religions en la laïcització de la societat es procura evitar mencionar aquest terme substituint-lo per altres com solidaritat.

## Article relacionat
- Caris (deessa)